# Грант (округ, Північна Дакота)
Шаблон:StateAbbr_ 46°22′ пн. ш. 101°38′ зх. д. / 46.36° пн. ш. 101.64° зх. д.
Округ Грант (англ. Grant County) — округ (графство) у штаті Північна Дакота, США. Ідентифікатор округу 38037.

## Історія
Округ утворений 1916 року.

## Демографія
За даними перепису
2000 року
загальне населення округу становило 2841 осіб, усе сільське.
Серед мешканців округу чоловіків було 1449, а жінок — 1392. В окрузі було 1195 домогосподарств, 801 родин, які мешкали в 1722 будинках.
Середній розмір родини становив 2,9.
Віковий розподіл населення поданий у таблиці:
| Стать    | До 15 років | 15-21 | 22-29 | 30-39 | 40-49 | 50-65 | 65-85 | Понад 85 |
| -------- | ----------- | ----- | ----- | ----- | ----- | ----- | ----- | -------- |
| Чоловіки | 263         | 139   | 82    | 151   | 213   | 292   | 268   | 41       |
| Жінки    | 230         | 105   | 71    | 121   | 214   | 257   | 300   | 94       |

## Суміжні округи
- Мортон — північний схід
- Сіу — південь
- Адамс — південний захід
- Геттінгер — захід
- Старк — північний захід

## Виноски
1. ↑  
Long, John H. (2006). Dakota Territory, South Dakota, and North Dakota: Individual County Chronologies. Dakota Territory Atlas of Historical County Boundaries. The Newberry Library. Архів оригіналу за 13 липня 2013. Процитовано 31 січня 2008.
2. ↑  US Decennial Census. US Census Bureau. Архів оригіналу за 26 квітня 2015. Процитовано 28 січня 2015.
3. ↑  Historical Census Browser. University of Virginia Library. Архів оригіналу за 16 серпня 2012. Процитовано 28 січня 2015.
4. ↑  Forstall, Richard L., ред. (27 березня 1995). Population of Counties by Decennial Census: 1900 to 1990. US Census Bureau. Архів оригіналу за 5 березня 2015. Процитовано 28 січня 2015.
5. ↑  Census 2000 PHC-T-4. Ranking Tables for Counties: 1990 and 2000 (PDF). US Census Bureau. 2 квітня 2001. Архів оригіналу (PDF) за 18 грудня 2014. Процитовано 28 січня 2015.
6. ↑  State & County QuickFacts. Бюро перепису населення США. Архів оригіналу за 7 червня 2011. Процитовано 31 жовтня 2013.(англ.) Наведено за англійською вікіпедією.
7. ↑  American FactFinder. Бюро перепису населення США. Архів оригіналу за 21 травня 2008. Процитовано 31 січня 2008.

| США | Це незавершена стаття з географії США. Ви можете допомогти проєкту, виправивши або дописавши її. |